# دانيال كيرنز
دانيال كيرنز (بالإنجليزية: Daniel Kearns)‏ هو لاعب كرة قدم بريطاني، ولد في 26 أغسطس 1991 في بلفاست في المملكة المتحدة. لعب مع غلينافون ونادي بيتربورو يونايتد ونادي تشيسترفيلد ونادي دوندالك ونادي روذرهام يونايتد ونادي سليغو روفرز ونادي كارلايل يونايتد ونادي لينفيلد ونادي يميريك ونادي يورك سيتي.

## وصلات خارجية
- دانيال كيرنز على موقع الاتحاد الأوربي (الإنجليزية)
- دانيال كيرنز على موقع قاعدة بيانات كرة القدم.إي يو (الإنجليزية)
- دانيال كيرنز على موقع Soccerbase.com (لاعب) (الإنجليزية)
- دانيال كيرنز على موقع Soccerway.com (الإنجليزية)